# Анджоліно Гаспаріні
Анджоліно Гаспаріні (італ. Angiolino Gasparini, нар. 22 березня 1951, Бедіццоле) — італійський футболіст, що грав на позиції захисника.
Виступав, зокрема, за клуби «Брешія», «Інтернаціонале» та «Асколі».
Володар Кубка Італії.
Влітку 1981 року, перебуваючи на відпочинку як гравець «Асколі», був заарештований за зберігання кокаїну, ставши таким чином першим професійним футболістом в Італії, якого затримували за зберігання цього наркотику.

## Ігрова кар'єра
Народився 22 березня 1951 року в місті Бедіццоле. Вихованець футбольної школи клубу «Брешія». Дорослу футбольну кар'єру розпочав 1969 року в основній команді того ж клубу, в якій провів п'ять сезонів, взявши участь у 138 матчах чемпіонату.  Більшість часу, проведеного у складі «Брешії», був основним гравцем захисту команди.
Протягом 1974—1975 років захищав кольори команди клубу «Верона».
Своєю грою за останню команду привернув увагу представників тренерського штабу клубу «Інтернаціонале», до складу якого приєднався 1975 року. Відіграв за «нераззуррі» наступні три сезони своєї ігрової кар'єри. Граючи у складі «Інтернаціонале» також здебільшого виходив на поле в основному складі команди.
1978 року уклав контракт з клубом «Асколі», у складі якого провів наступні п'ять років своєї кар'єри гравця. Тренерським штабом нового клубу також розглядався як гравець «основи».
Завершив професійну ігрову кар'єру у клубі «Монца», за команду якого виступав протягом 1983—1986 років.
Загалом взяв участь у 205 матчах Серії A та 266 іграх Серії B.

## Титули і досягнення
- Володар Кубка Італії (1):

«Інтернаціонале»:  1977-1978